# Cariré
Cariré es un municipio brasilero del estado del Ceará. Su población estimada en 2004 era de 19.063 habitantes.

## Etimología
El topónimo Cariré viene del Tupí Guaraní y puede tener dos significados, según Pompeu Sobrino:
- CARI(pescado) y RÉ(diferente) que significa: pseudo cari ou cari diferente;
- CA o CAI(quemada) y RIRÉ(después), con la significación de después del bosque o tierra después de la zona del bosque. Su denominación original no sufrió ninguna variación desde su creación.[5]

## Historia
Las tierras al margen del río Acaraú eran habitadas por diversas etnias indígenas tales como los Tupinambá, Areriú.
Con la expansión de la Vía de Ferrocarril de Sobral-Camocim en la dirección de Ipu a partir de 1893, en el entonces distrito de Sobral fue construida una estación de tren, que consolida el núcleo urbano hoy llamado Cariré.

## Geografía

### Clima
Tropical caliente semiárido con un promedio de lluvias media de 918 mm con lluvias concentradas de enero a la abril.

### Hidrografía y recursos hídricos
Los principales cursos de agua forman parte de la cuenca del río Acaraú, siendo ellos los ríos: Jaibaras y Jucurutu, y los arroyos São José, Riachão y otros tantos. Existen también diversas represas como: Chuí y Jaibaras.

### Relieve y suelos
Las principales elevaciones son: el cerro Pão de Azúcar y el colina del Mané Carro

### Vegetación
La vegetación predominante es la caatinga.

### Subdivisões
El municipio tiene 5 distritos: Cariré (sede), Arariús, Cacimbas, Jucá y Tapuio.
La administración municipal se localiza en la sede, Cariré.

## Economía
La economía de Cariré se basa en la agricultura: algodón arbóreo y herbáceo, cajú, mandioca, maíz y frijol; ganadería: bovino, porcino y avícola. También existen dos industrias: una de alimenticios, y la otra de vestimenta (calzados y artículos de cuero y pieles).

## Cultura
Los principales eventos culturales son:
- Fiesta del patrono, Santo Antônio de Pádua (13 de junio)
- Vaquejada (septiembre)